# British Academy Film Award/Bester Schnitt
Der British Academy Film Award: Bester Schnitt (Best Editing) wird seit 1969 verliehen.
Im Gegensatz zum Wahlverfahren der US-amerikanischen Academy of Motion Picture Arts and Sciences für die Vergabe des Oscars, bei dem alle Mitglieder aller Bereiche abstimmen, stimmen hier nur die Mitglieder ab, die dem Fach angehören.
Die unten aufgeführten Filme werden mit ihrem deutschen Verleihtitel (sofern ermittelbar) angegeben, danach folgt in Klammern in kursiver Schrift der fremdsprachige Originaltitel. Die Nennung des Originaltitels entfällt, wenn deutscher und fremdsprachiger Filmtitel identisch sind. Die Gewinner stehen hervorgehoben an erster Stelle.

## 1960er Jahre
1969
Sam O’Steen – Die Reifeprüfung (The Graduate)
Kevin Brownlow – Der Angriff der leichten Brigade (The Charge of the Light Brigade)
Danilo Donati – Romeo und Julia (Romeo and Juliet)
Ralph Kemplen – Oliver (Oliver!)

## 1970er Jahre
1970
Hugh A. Robertson – Asphalt-Cowboy (Midnight Cowboy)
Frank P. Keller – Bullitt
Françoise Bonnot – Z
Kevin Connor – Oh! What a Lovely War
1971
John C. Howard, Richard C. Meyer – Zwei Banditen (Butch Cassidy and the Sundance Kid)
Norman Savage – Ryans Tochter (Ryan’s Daughter)
Danford B. Greene – MASH
Fredric Steinkamp – Nur Pferden gibt man den Gnadenschuß (They Shoot Horses Don't They?)
1972
Richard Marden – Sunday, Bloody Sunday
Antony Gibbs, Robert Lawrence – Anatevka (Fiddler on the Roof)
John Carter – Taking Off
Antony Gibbs – Performance
1973
Gerald B. Greenberg – Brennpunkt Brooklyn (The French Connection)
David Bretherton – Cabaret
Tom Priestley – Beim Sterben ist jeder der Erste (Deliverance)
Bill Butler – Uhrwerk Orange (A Clockwork Orange)
1974
Ralph Kemplen – Der Schakal (The Day of the Jackal)
Ralph Sheldon – Bis zum letzten Patienten (The National Health)
Graeme Clifford – Wenn die Gondeln Trauer tragen (Don’t Look Now)
Frank Morriss – Der große Coup (Charley Varrick)
1975
Walter Murch, Richard Chew – Der Dialog (The Conversation)
John Victor Smith – Die drei Musketiere (The Three Musketeers)
Anne V. Coates – Mord im Orient-Expreß (Murder on the Orient Express)
Sam O’Steen – Chinatown
1976
Dede Allen – Hundstage (Dog Day Afternoon)
Verna Fields – Der weiße Hai (Jaws)
Peter Zinner, Barry Malkin, Richard Marks, Der Pate – Teil II (The Godfather Part II)
Antony Gibbs – Rollerball
1977
Sheldon Kahn, Lynzee Klingman, Richard Chew – Einer flog über das Kuckucksnest (One Flew Over the Cuckoo's Nest)
Jim Clark – Der Marathon-Mann (Marathon Man)
Marcia Lucas, Tom Rolf, Melvin Shapiro – Taxi Driver
Robert L. Wolfe – Die Unbestechlichen (All the President’s Men)
1978
Ralph Rosenblum, Wendy Greene Bricmont – Der Stadtneurotiker (Annie Hall)
Antony Gibbs – Die Brücke von Arnheim (A Bridge Too Far)
Alan Heim – Network
Richard Halsey – Rocky
1979
Gerry Hambling – 12 Uhr nachts – Midnight Express (Midnight Express)
Michael Kahn – Unheimliche Begegnung der dritten Art (Close Encounters of the Third Kind)
Walter Murch – Julia
Paul Hirsch, Marcia Lucas, Richard Chew – Krieg der Sterne (Star Wars)

## 1980er Jahre
1980
Peter Zinner – Die durch die Hölle gehen (The Deer Hunter)
Terry Rawlings – Alien – Das unheimliche Wesen aus einer fremden Welt (Alien)
Richard Marks, Walter Murch, Gerald B. Greenberg, Lisa Fruchtman – Apocalypse Now
Susan E. Morse – Manhattan
1981
Alan Heim – Hinter dem Rampenlicht (All That Jazz)
Anne V. Coates – Der Elefantenmensch (The Elephant Man)
Gerry Hambling – Fame – Der Weg zum Ruhm (Fame)
Gerald B. Greenberg – Kramer gegen Kramer (Kramer vs. Kramer)
1982
Thelma Schoonmaker – Wie ein wilder Stier (Raging Bull)
Terry Rawlings – Die Stunde des Siegers (Chariots of Fire)
John Bloom – Die Geliebte des französischen Leutnants (The French Lieutenant's Woman)
Michael Kahn – Jäger des verlorenen Schatzes (Raiders of the Lost Ark)
1983
Françoise Bonnot – Vermisst (Missing)
Terry Rawlings – Blade Runner
Carol Littleton – E. T. – Der Außerirdische (E.T. the Extra-Terrestrial)
John Bloom – Gandhi
1984
Bud S. Smith, Walt Mulconery – Flashdance
Thelma Schoonmaker – King of Comedy
Michael Bradsell – Local Hero
Susan E. Morse – Zelig
1985
Jim Clark – The Killing Fields – Schreiendes Land (The Killing Fields)
Gerry Hambling – Another Country
Michael Kahn – Indiana Jones und der Tempel des Todes (Indiana Jones and the Temple of Doom)
John Bloom, Mark Conte – Under Fire (Under Fire)
1986
Nena Danevic, Michael Chandler – Amadeus
Arthur Schmidt, Harry Keramidas – Zurück in die Zukunft (Back to the Future)
John Bloom – A Chorus Line
Thom Noble – Der einzige Zeuge (Witness)
1987
Jim Clark – Mission (The Mission)
Susan E. Morse – Hannah und ihre Schwestern (Hannah and Her Sisters)
Lesley Walker – Mona Lisa
Humphrey Dixon – Zimmer mit Aussicht (A Room with a View)
1988
Claire Simpson – Platoon
Lesley Walker – Schrei nach Freiheit (Cry Freedom)
Ian Crafford – Hope and Glory
Susan E. Morse – Radio Days
1989
Michael Kahn, Peter E. Berger – Eine verhängnisvolle Affäre (Fatal Attraction)
John Jympson – Ein Fisch namens Wanda (A Fish Called Wanda)
Gabriella Cristiani – Der letzte Kaiser (The Last Emperor)
Arthur Schmidt – Falsches Spiel mit Roger Rabbit (Who Framed Roger Rabbit)

## 1990er Jahre
1990
Gerry Hambling – Mississippi Burning – Die Wurzel des Hasses (Mississippi Burning)
Mick Audsley – Gefährliche Liebschaften (Dangerous Liaisons)
William M. Anderson – Der Club der toten Dichter (Dead Poets Society)
Stu Linder – Rain Man
1991
Thelma Schoonmaker – GoodFellas – Drei Jahrzehnte in der Mafia (Goodfellas)
Mario Morra – Cinema Paradiso
Susan E. Morse – Verbrechen und andere Kleinigkeiten (Crimes and Misdemeanors)
Richard Marks – Dick Tracy
1992
Gerry Hambling – Die Commitments (The Commitments)
Neil Travis – Der mit dem Wolf tanzt (Dances with Wolves)
Craig McKay – Das Schweigen der Lämmer (The Silence of the Lambs)
Thom Noble – Thelma & Louise
1993
Joe Hutshing, Pietro Scalia – JFK – Tatort Dallas (JFK)
Thelma Schoonmaker – Kap der Angst (Cape Fear)
Andrew Marcus – Wiedersehen in Howards End (Howards End)
Geraldine Peroni – The Player
Jill Bilcock – Strictly Ballroom – Die gegen alle Regeln tanzen (Strictly Ballroom)
1994
Michael Kahn – Schindlers Liste (Schindler's List)
Dennis Virkler, David Finfer, Dean Goodhill, Don Brochu, Richard Nord, Dov Hoenig – Auf der Flucht (The Fugitive)
Anne V. Coates – In the Line of Fire – Die zweite Chance (In the Line of Fire)
Veronika Jenet – Das Piano (The Piano)
1995
John Wright – Speed
Arthur Schmidt – Forrest Gump
Jon Gregory – Vier Hochzeiten und ein Todesfall (Four Weddings and a Funeral)
Sally Menke – Pulp Fiction
1996
John Ottman – Die üblichen Verdächtigen (The Usual Suspects)
Mike Hill, Daniel P. Hanley – Apollo 13
Marcus D’Arcy, Jay Friedkin – Ein Schweinchen namens Babe (Babe)
Tariq Anwar – King George – Ein Königreich für mehr Verstand (The Madness of King George)
1997
Walter Murch – Der englische Patient (The English Patient)
Gerry Hambling – Evita
Ethan Coen, Joel Coen – Fargo
Pip Karmel – Shine – Der Weg ins Licht (Shine)
1998
Peter Honess – L.A. Confidential
Nick Moore, David Freeman – Ganz oder gar nicht (The Full Monty)
Conrad Buff IV, James Cameron, Richard A. Harris – Titanic
Jill Bilcock – William Shakespeares Romeo + Julia (William Shakespeare's Romeo + Juliet)
1999
David Gamble – Shakespeare in Love
Jill Bilcock – Elizabeth
Niven Howie – Bube, Dame, König, grAS (Lock, Stock & Two Stocking Barrels)
Michael Kahn – Der Soldat James Ryan (Saving Private Ryan)

## 2000er Jahre
2000
Tariq Anwar, Christopher Greenbury – American Beauty
Eric Zumbrunnen – Being John Malkovich
Zach Staenberg – Matrix (The Matrix)
Andrew Mondshein – The Sixth Sense
2001
Pietro Scalia – Gladiator
John Wilson – Billy Elliot – I Will Dance (Billy Elliot)
Anne V. Coates – Erin Brockovich
Stephen Mirrione – Traffic – Macht des Kartells (Traffic)
Tim Squyres – Tiger and Dragon (Wo hu cang long)
2002
Mary Sweeney – Mulholland Drive – Straße der Finsternis (Mulholland Dr.)
Pietro Scalia – Black Hawk Down
Hervé Schneid – Die fabelhafte Welt der Amélie (Le fabuleux destin d’Amélie Poulain)
John Gilbert – Der Herr der Ringe: Die Gefährten (The Lord of the Rings: The Fellowship of the Ring)
Jill Bilcock – Moulin Rouge
2003
Daniel Rezende – City of God (Ciudade de Deus)
Martin Walsh – Chicago
Thelma Schoonmaker – Gangs of New York
Peter Boyle – The Hours – Von Ewigkeit zu Ewigkeit (The Hours)
Michael Horton, Jabez Olssen – Der Herr der Ringe: Die zwei Türme (The Lord of the Rings: The Two Towers)
2004
Sarah Flack – Lost in Translation
Stephen Mirrione – 21 Gramm (21 Grams)
Walter Murch – Unterwegs nach Cold Mountain (Cold Mountain)
Sally Menke – Kill Bill – Volume 1 (Kill Bill: Vol. 1)
Jamie Selkirk – Der Herr der Ringe: Die Rückkehr des Königs (The Lord of the Rings: The Return of the King)
2005
Valdís Óskarsdóttir – Vergiss mein nicht! (Eternal Sunshine of the Spotless Mind)
Thelma Schoonmaker – Aviator (The Aviator)
Jim Miller, Paul Rubell – Collateral
Long Cheng – House of Flying Daggers
Jim Clark – Vera Drake
2006
Claire Simpson – Der ewige Gärtner (The Constant Gardener)
Geraldine Peroni, Dylan Tichenor – Brokeback Mountain
Hughes Winborne – L.A. Crash (Crash)
Stephen Mirrione – Good Night, and Good Luck
Sabine Emiliani – Die Reise der Pinguine (La marche de l’empereur)
2007
Clare Douglas, Christopher Rouse, Richard Pearson – Flug 93 (United 93)
Stephen Mirrione, Douglas Crise – Babel
Stuart Baird – James Bond 007: Casino Royale (Casino Royale)
Thelma Schoonmaker – Departed – Unter Feinden (The Departed)
Lucia Zucchetti – Die Queen (The Queen)
2008
Christopher Rouse – Das Bourne Ultimatum (The Bourne Ultimatum)
Pietro Scalia – American Gangster
Paul Tothill – Abbitte (Atonement)
John Gilroy – Michael Clayton
Ethan Coen, Joel Coen – No Country for Old Men
2009
Chris Dickens – Slumdog Millionär (Slumdog Millionaire)
Joel Cox, Gary D. Roach – Der fremde Sohn (Changeling)
Kirk Baxter, Angus Wall – Der seltsame Fall des Benjamin Button (The Curious Case of Benjamin Button)
Lee Smith – The Dark Knight
Mike Hill, Daniel P. Hanley – Frost/Nixon
Jon Gregory – Brügge sehen… und sterben? (In Bruges)

## 2010er Jahre
2010
Bob Murawski, Chris Innis – Tödliches Kommando – The Hurt Locker (The Hurt Locker)
Stephen E. Rivkin, John Refoua, James Cameron – Avatar – Aufbruch nach Pandora (Avatar)
Julian Clarke – District 9
Sally Menke – Inglourious Basterds
Dana E. Glauberman – Up in the Air
2011
Angus Wall, Kirk Baxter – The Social Network
Jon Harris – 127 Hours
Andrew Weisblum – Black Swan
Lee Smith – Inception
Tariq Anwar – The King’s Speech
2012
Gregers Sall, Chris King – Senna
Anne-Sophie Bion, Michel Hazanavicius – The Artist
Matthew Newman – Drive
Thelma Schoonmaker – Hugo Cabret (Hugo)
Dino Jonsäter – Dame, König, As, Spion (Tinker Tailor Soldier Spy)
2013
William Goldenberg – Argo
Fred Raskin – Django Unchained
Tim Squyres – Life of Pi: Schiffbruch mit Tiger (Life of Pi)
Stuart Baird – James Bond 007 – Skyfall (Skyfall)
Dylan Tichenor, William Goldenberg – Zero Dark Thirty
2014
Daniel P. Hanley, Mike Hill – Rush – Alles für den Sieg (Rush)
Christopher Rouse – Captain Phillips
Alfonso Cuarón, Mark Sanger – Gravity
Joe Walker – 12 Years a Slave
Thelma Schoonmaker – The Wolf of Wall Street
2015
Tom Cross – Whiplash
Douglas Crise, Stephen Mirrione – Birdman oder (Die unverhoffte Macht der Ahnungslosigkeit) (Birdman or (The Unexpected Virtue of Ignorance))
John Gilroy – Nightcrawler – Jede Nacht hat ihren Preis (Nightcrawler)
Jinx Godfrey – Die Entdeckung der Unendlichkeit (The Theory of Everything)
William Goldenberg – The Imitation Game – Ein streng geheimes Leben (The Imitation Game)
Barney Pilling – Grand Budapest Hotel (The Grand Budapest Hotel)
2016
Margaret Sixel – Mad Max: Fury Road
Hank Corwin – The Big Short
Michael Kahn – Bridge of Spies – Der Unterhändler (Bridge of Spies)
Stephen Mirrione – The Revenant – Der Rückkehrer (The Revenant)
Pietro Scalia – Der Marsianer – Rettet Mark Watney (The Martian)
2017
John Gilbert – Hacksaw Ridge – Die Entscheidung (Hacksaw Ridge)
Tom Cross – La La Land
Jennifer Lame – Manchester by the Sea
Joan Sobel – Nocturnal Animals
Joe Walker – Arrival
2018
Jonathan Amos, Paul Machliss – Baby Driver
Joe Walker – Blade Runner 2049
Lee Smith – Dunkirk
Sidney Wolinsky – Shape of Water – Das Flüstern des Wassers (The Shape of Water)
Jon Gregory – Three Billboards Outside Ebbing, Missouri
2019
Hank Corwin – Vice – Der zweite Mann (Vice)
Tom Cross – Aufbruch zum Mond (First Man)
Alfonso Cuarón, Adam Gough – Roma
Yorgos Mavropsaridis – The Favourite – Intrigen und Irrsinn (The Favourite)
John Ottman – Bohemian Rhapsody

## 2020er Jahre
2020
Andrew Buckland, Michael McCusker – Le Mans 66 – Gegen jede Chance (Ford vs. Ferrari)
- Tom Eagles – Jojo Rabbit
- Jeff Groth – Joker
- Fred Raskin – Once Upon a Time in Hollywood
- Thelma Schoonmaker – The Irishman

2021
Mikkel E.G. Nielsen – Sound of Metal
- Alan Baumgarten – The Trial of the Chicago 7
- Yorgos Lamprinos – The Father
- Frédéric Thoraval – Promising Young Woman
- Chloé Zhao – Nomadland

2022
Tom Cross, Elliot Graham – James Bond 007: Keine Zeit zu sterben (No Time to Die)
- Úna Ní Dhonghaíle – Belfast
- Andy Jurgensen – Licorice Pizza
- Joshua L. Pearson – Summer of Soul (…Or, When the Revolution Could Not Be Televised)
- Joe Walker – Dune

2023
Paul Rogers – Everything Everywhere All at Once
- Sven Budelmann – Im Westen nichts Neues
- Eddie Hamilton – Top Gun: Maverick
- Mikkel E. G. Nielsen – The Banshees of Inisherin
- Jonathan Redmond, Matt Villa – Elvis

2024
Jennifer Lame – Oppenheimer
- Yorgos Mavropsaridis – Poor Things
- Thelma Schoonmaker – Killers of the Flower Moon
- Laurent Sénéchal – Anatomie eines Falls (Anatomie d’une chute)
- Paul Watts – The Zone of Interest

2025
Nick Emerson – Konklave (Conclave)
- Sean Baker – Anora
- Julian Ulrichs und Chris Gill – Kneecap
- Joe Walker – Dune: Part Two
- Juliette Welfling – Emilia Pérez